# Квалификације за Светско првенство у фудбалу 2018 — УЕФА група А
Група А европских квалификација за Светско првенство у фудбалу 2018. се састојала од 6 репрезентација: Француска, Холандија, Шведска, Бугарска, Белорусија и Луксембург.
Репрезентација Француске је као првопласирана репрезентација изборила директан пласман на првенство, док је Шведска као другопласирана репрезентација отишла у бараж.

## Табела
| Легенда                                           |
| ------------------------------------------------- |
| Репрезентација која се квалификује у првом кругу  |
| Репрезентација која иде у бараж након првог круга |

| Табела групе А | Табела групе А | Табела групе А | Табела групе А | Табела групе А | Табела групе А | Табела групе А | Табела групе А | Табела групе А | Табела групе А |  |           |         |           |          |            |            |  | Домаћи | Домаћи | Домаћи | Домаћи | Домаћи | Домаћи | Домаћи | Гости | Гости | Гости | Гости | Гости | Гости | Гости |
|                | Репрезентација | И              | Д              | Н              | И              | ДГ             | ПГ             | ГР             | Бод.           |  | Француска | Шведска | Холандија | Бугарска | Луксембург | Белорусија |  | И      | Д      | Н      | И      | ДГ     | ПГ     | Бод.   | И     | Д     | Н     | И     | ДГ    | ПГ    | Бод.  |
| 1.             | Француска      | 10             | 7              | 2              | 1              | 18             | 6              | +12            | 23             |  | -         | 2:1     | 4:0       | 4:1      | 0:0        | 2:1        |  | 5      | 4      | 1      | 0      | 12     | 3      | 13     | 5     | 3     | 1     | 1     | 6     | 3     | 10    |
| 2.             | Шведска        | 10             | 6              | 1              | 3              | 25             | 9              | +16            | 19             |  | 2:1       | -       | 1:1       | 3:0      | 8:0        | 4:0        |  | 5      | 4      | 1      | 0      | 18     | 2      | 13     | 5     | 2     | 0     | 3     | 7     | 7     | 6     |
| 3.             | Холандија      | 10             | 6              | 1              | 3              | 21             | 12             | +9             | 19             |  | 0:1       | 2:0     | -         | 3:1      | 5:0        | 4:1        |  | 5      | 4      | 0      | 1      | 14     | 3      | 12     | 5     | 2     | 1     | 2     | 7     | 9     | 7     |
| 4.             | Бугарска       | 10             | 4              | 1              | 5              | 14             | 19             | -5             | 13             |  | 0:1       | 3:2     | 2:0       | -        | 4:3        | 1:0        |  | 5      | 4      | 0      | 1      | 10     | 6      | 12     | 5     | 0     | 1     | 4     | 4     | 13    | 1     |
| 5.             | Луксембург     | 10             | 1              | 3              | 6              | 8              | 26             | -18            | 6              |  | 1:3       | 0:1     | 1:3       | 1:1      | -          | 1:0        |  | 5      | 1      | 1      | 3      | 4      | 8      | 4      | 5     | 0     | 2     | 3     | 4     | 18    | 2     |
| 6.             | Белорусија     | 10             | 1              | 2              | 7              | 6              | 21             | -15            | 5              |  | 0:0       | 0:4     | 1:3       | 2:1      | 1:1        | -          |  | 5      | 1      | 2      | 2      | 4      | 9      | 5      | 5     | 0     | 0     | 5     | 2     | 12    | 0     |

## Резултати
| Белорусија | 0:0                         | Француска |
| ---------- | --------------------------- | --------- |
|            | Детаљи (FIFA) Детаљи (UEFA) |           |

| Бугарска                                                  | 4:3                         | Луксембург                    |
| --------------------------------------------------------- | --------------------------- | ----------------------------- |
| Рангелов 16’ · Марчелино 65’ · И. Попов 79’ · Тонев 90+2’ | Детаљи (FIFA) Детаљи (UEFA) | Јоаким 60’, 62’ · Бонер 90+1’ |

| Шведска  | 1:1                         | Холандија   |
| -------- | --------------------------- | ----------- |
| Берг 43’ | Детаљи (FIFA) Детаљи (UEFA) | Снајдер 67’ |

| Француска                                 | 4:1                         | Бугарска              |
| ----------------------------------------- | --------------------------- | --------------------- |
| Гамеиро 23’, 59’ · Паје 26’ · Гризман 38’ | Детаљи (FIFA) Детаљи (UEFA) | Александров 6’ (пен.) |

| Луксембург | 0:1                         | Шведска    |
| ---------- | --------------------------- | ---------- |
|            | Детаљи (FIFA) Детаљи (UEFA) | Лустиг 58’ |

| Холандија                                 | 4:1                         | Белорусија |
| ----------------------------------------- | --------------------------- | ---------- |
| Промес 15’, 31’ · Класен 56’ · Јансен 64’ | Детаљи (FIFA) Детаљи (UEFA) | Риос 47’   |

| Белорусија  | 1:1                         | Луксембург |
| ----------- | --------------------------- | ---------- |
| Савицки 80’ | Детаљи (FIFA) Детаљи (UEFA) | Јоаким 85’ |

| Холандија | 0:1                         | Француска |
| --------- | --------------------------- | --------- |
|           | Детаљи (FIFA) Детаљи (UEFA) | Погба 30’ |

| Шведска                                    | 3:0                         | Бугарска |
| ------------------------------------------ | --------------------------- | -------- |
| Тоивонен 39’ · Хиљемарк 45’ · Линделеф 58’ | Детаљи (FIFA) Детаљи (UEFA) |          |

| Француска            | 2:1                         | Шведска      |
| -------------------- | --------------------------- | ------------ |
| Погба 58’ · Паје 65’ | Детаљи (FIFA) Детаљи (UEFA) | Форсберг 55’ |

| Бугарска  | 1:0                         | Белорусија |
| --------- | --------------------------- | ---------- |
| Попов 10’ | Детаљи (FIFA) Детаљи (UEFA) |            |

| Луксембург       | 1:3                         | Холандија                  |
| ---------------- | --------------------------- | -------------------------- |
| Шанот 44’ (пен.) | Детаљи (FIFA) Детаљи (UEFA) | Робен 36’ · Депај 58’, 84’ |

| Шведска                                              | 4:0                         | Белорусија |
| ---------------------------------------------------- | --------------------------- | ---------- |
| Форсберг 19’ (пен.), 49’ · Берг 57’ · Тисе Келин 78’ | Детаљи (FIFA) Детаљи (UEFA) |            |

| Бугарска      | 2:0                         | Холандија |
| ------------- | --------------------------- | --------- |
| Делев 5’, 20’ | Детаљи (FIFA) Детаљи (UEFA) |           |

| Луксембург        | 1:3                         | Француска                          |
| ----------------- | --------------------------- | ---------------------------------- |
| Жоаким 34’ (пен.) | Детаљи (FIFA) Детаљи (UEFA) | Жиру 28’, 77’ · Гризман 37’ (пен.) |

| Белорусија                       | 2:1                         | Бугарска         |
| -------------------------------- | --------------------------- | ---------------- |
| Сиваков 33’ (пен.) · Савицки 80’ | Детаљи (FIFA) Детаљи (UEFA) | Костадинов 90+1’ |

| Холандија                                                                | 5:0                         | Луксембург |
| ------------------------------------------------------------------------ | --------------------------- | ---------- |
| Робен 21’ · Снајдер 34’ · Вејналдум 62’ · Промес 70’ · Јансен 84’ (пен.) | Детаљи (FIFA) Детаљи (UEFA) |            |

| Шведска                     | 2:1                         | Француска |
| --------------------------- | --------------------------- | --------- |
| Дурмаз 43’ · Тојвонен 90+4’ | Детаљи (FIFA) Детаљи (UEFA) | Жиру 37’  |

| Бугарска                                 | 3:2                         | Шведска               |
| ---------------------------------------- | --------------------------- | --------------------- |
| Манолев 12’ · Костадинов 33’ · Чочев 79’ | Детаљи (FIFA) Детаљи (UEFA) | Лустиг 29’ · Берг 44’ |

| Француска                                 | 4:0                         | Холандија |
| ----------------------------------------- | --------------------------- | --------- |
| Гризман 14’ · Лемар 73’, 88’ · Бапе 90+1’ | Детаљи (FIFA) Детаљи (UEFA) |           |

| Луксембург  | 1:0                         | Белорусија |
| ----------- | --------------------------- | ---------- |
| да Мота 60’ | Детаљи (FIFA) Детаљи (UEFA) |            |

| Белорусија | 0:4                         | Шведска                                                    |
| ---------- | --------------------------- | ---------------------------------------------------------- |
|            | Детаљи (FIFA) Детаљи (UEFA) | Форсберг 18’ · Ниман 24’ · Берг 37’ · Гранквист 84’ (пен.) |

| Холандија                  | 3:1                         | Бугарска       |
| -------------------------- | --------------------------- | -------------- |
| Препер 7’, 80’ · Робен 67’ | Детаљи (FIFA) Детаљи (UEFA) | Костадинов 69’ |

| Француска | 0:0                         | Луксембург |
| --------- | --------------------------- | ---------- |
|           | Детаљи (FIFA) Детаљи (UEFA) |            |

| Шведска                                                                                | 8:0                         | Луксембург |
| -------------------------------------------------------------------------------------- | --------------------------- | ---------- |
| Гранквист 10’ (пен.), 67’ (пен.) · Берг 18’, 37’, 54’, 71’ · Лустиг 60’ · Тоивонен 76’ | Детаљи (FIFA) Детаљи (UEFA) |            |

| Белорусија   | 1:3                         | Холандија                                   |
| ------------ | --------------------------- | ------------------------------------------- |
| Валадзко 55’ | Детаљи (FIFA) Детаљи (UEFA) | Препер 25’ · Робен 84’ (пен.) · Депај 90+3’ |

| Бугарска | 0:1                         | Француска  |
| -------- | --------------------------- | ---------- |
|          | Детаљи (FIFA) Детаљи (UEFA) | Матуиди 3’ |

| Француска              | 2:1                         | Белорусија |
| ---------------------- | --------------------------- | ---------- |
| Гризман 27’ · Жиру 33’ | Детаљи (FIFA) Детаљи (UEFA) | Сарока 44’ |

| Луксембург | 1:1                         | Бугарска  |
| ---------- | --------------------------- | --------- |
| Тил 3’     | Детаљи (FIFA) Детаљи (UEFA) | Чочев 68’ |

| Холандија             | 2:0                         | Шведска |
| --------------------- | --------------------------- | ------- |
| Робен 16’, 40’ (пен.) | Детаљи (FIFA) Детаљи (UEFA) |         |

## Стрелци
8 голова
| - Маркус Берг |

6 голова
| - Арјен Робен |

4 гола
| - Аурелијен Жоаким - Антоан Гризман | - Оливије Жиру | - Емил Форсберг |

3 гола
| - Георги Костадинов - Дејви Препер - Мемфис Депај | - Квинси Промес - Андреас Гранквист | - Микаел Лустиг - Ола Тојвонен |

2 гола
| - Павел Савитски - Ивајло Чочев - Ивелин Попов - Спас Делев | - Димитри Пајет - Кевин Гамеиро - Пол Погба | - Тома Лемар - Весли Снајдер - Винсент Јансен |

1 гол
| - Алексеј Риос - Антон Сарока - Максим Валадзко - Михаил Сиваков - Александар Тонев - Димитар Рангелов - Марселињо - Михаил Александров | - Станислав Манолев - Данијел да Мота - Максим Шано - Оливије Тил - Флоријан Бонерт - Блез Матуиди - Килијан Мбапе | - Дејви Класен - Џорџинио Вајналдум - Виктор Линделеф - Исак Кисе Телин - Кристофер Ниман - Оскар Хиљемарк - Џими Дурмаз |